# Ichneumon vanessae
Ichneumon vanessae là một loài tò vò trong họ Ichneumonidae.